# 2018年シンガポールグランプリ
2018年シンガポールグランプリ (2018 Singapore Grand Prix) は、2018年のF1世界選手権第15戦として、2018年9月16日にシンガポール市街地コースで開催された。
正式名称は「FORMULA 1 2018 SINGAPORE AIRLINES SINGAPORE GRAND PRIX」。

## レース前
本レースでピレリが供給するドライタイヤのコンパウンドは、ハイパーソフト、ウルトラソフト、1段階スキップしてソフトの3種類。
ターン16からターン17のラインが変更され、コース全長が2m短縮し5.063kmとなった。ピットレーンの制限速度が80km/hから60km/hに変更される。
2019年シーズンの動向
- 9月3日 - マクラーレンは、ストフェル・バンドーンが2018年をもって離脱し[5]、2019年からジュニアドライバーのランド・ノリスが昇格することを発表した。これにより、カルロス・サインツJr.とノリスのラインナップが確定した[6]。
- 9月11日 - フェラーリは、キミ・ライコネンが2018年をもって離脱し、2019年からシャルル・ルクレールの起用を発表した。これにより、セバスチャン・ベッテルとルクレールのラインナップが確定した。ライコネンはルクレールと入れ替わる形でザウバーと2年契約を交わした[7]。ライコネンにとってはデビューイヤーの2001年以来18年ぶりのザウバー復帰となる[8]。

## フリー走行
60km/hに落とされたピットレーン制限速度を間違えるドライバーが続出し、特にニコ・ヒュルケンベルグはFP1からFP3の全セッションで速度違反を犯し、ルノーに1600ユーロ(約20万8000円)の罰金ペナルティが科せられた。

## 予選
2018年9月15日 21:00 SST(UTC+8)
Q1でダニエル・リカルド、Q2でキミ・ライコネンがそれぞれセッショントップタイムを記録する中、Q3でルイス・ハミルトンが前年を3秒以上上回るラップタイムでポールポジションを獲得した。2位にマックス・フェルスタッペン、チャンピオン争いでハミルトンを追うセバスチャン・ベッテルは3位に終わった。

### 結果
| Pos.                | No. | ドライバー                 | コンストラクター                | Q1       | Q2       | Q3       | Grid |
| ------------------- | --- | -------------------------- | ------------------------------- | -------- | -------- | -------- | ---- |
| 1                   | 44  | ルイス・ハミルトン         | メルセデス                      | 1:39.403 | 1:37.344 | 1:36.015 | 1    |
| 2                   | 33  | マックス・フェルスタッペン | レッドブル-タグ・ホイヤー       | 1:38.751 | 1:37.214 | 1:36.334 | 2    |
| 3                   | 5   | セバスチャン・ベッテル     | フェラーリ                      | 1:38.218 | 1:37.876 | 1:36.628 | 3    |
| 4                   | 77  | バルテリ・ボッタス         | メルセデス                      | 1:39.291 | 1:37.254 | 1:36.702 | 4    |
| 5                   | 7   | キミ・ライコネン           | フェラーリ                      | 1:38.534 | 1:37.194 | 1:36.794 | 5    |
| 6                   | 3   | ダニエル・リカルド         | レッドブル-タグ・ホイヤー       | 1:38.153 | 1:37.406 | 1:36.996 | 6    |
| 7                   | 11  | セルジオ・ペレス           | フォース・インディア-メルセデス | 1:38.814 | 1:38.342 | 1:37.985 | 7    |
| 8                   | 8   | ロマン・グロージャン       | ハース-フェラーリ               | 1:38.685 | 1:38.367 | 1:38.320 | 8    |
| 9                   | 31  | エステバン・オコン         | フォース・インディア-メルセデス | 1:38.912 | 1:38.534 | 1:38.365 | 9    |
| 10                  | 27  | ニコ・ヒュルケンベルグ     | ルノー                          | 1:38.932 | 1:38.450 | 1:38.588 | 10   |
| 11                  | 14  | フェルナンド・アロンソ     | マクラーレン-ルノー             | 1:39.022 | 1:38.641 |          | 11   |
| 12                  | 55  | カルロス・サインツ         | ルノー                          | 1:39.103 | 1:38.716 |          | 12   |
| 13                  | 16  | シャルル・ルクレール       | ザウバー-フェラーリ             | 1:39.206 | 1:38.747 |          | 13   |
| 14                  | 9   | マーカス・エリクソン       | ザウバー-フェラーリ             | 1:39.366 | 1:39.453 |          | 14   |
| 15                  | 10  | ピエール・ガスリー         | トロ・ロッソ-ホンダ             | 1:39.614 | 1:39.691 |          | 15   |
| 16                  | 20  | ケビン・マグヌッセン       | ハース-フェラーリ               | 1:39.644 |          |          | 16   |
| 17                  | 28  | ブレンドン・ハートレイ     | トロ・ロッソ-ホンダ             | 1:39.809 |          |          | 17   |
| 18                  | 2   | ストフェル・バンドーン     | マクラーレン-ルノー             | 1:39.864 |          |          | 18   |
| 19                  | 35  | セルゲイ・シロトキン       | ウィリアムズ-メルセデス         | 1:41.263 |          |          | 19   |
| 20                  | 18  | ランス・ストロール         | ウィリアムズ-メルセデス         | 1:41.334 |          |          | 20   |
| 107% time: 1:45.023 |     |                            |                                 |          |          |          |      |
| ソース:             |     |                            |                                 |          |          |          |      |

## 決勝
2018年9月16日 20:10 SST(UTC+8)
ルイス・ハミルトンがポール・トゥ・ウィンで連勝し今シーズン7勝目を挙げた。更に3位に終わったセバスチャン・ベッテルとの差を40点とさらに広げた。ベッテルは1周目にマックス・フェルスタッペンをパスしたものの、ハイパーソフトからウルトラソフトにタイヤ交換してからペースが上がらず、ソフトタイヤに交換し終えたフェルスタッペンに逆転されてしまった。優勝したハミルトンから6位のダニエル・リカルドまで上位勢は予選順位と同じ順位でフィニッシュした。
スタート直後にセルジオ・ペレスがチームメイトのエステバン・オコンと接触しオコンのリタイアを招いた。その際、セルゲイ・シロトキンがデブリを拾い、除去のためピットインと同時にタイヤ交換も実施したことが後に大きく影響する。ペレスはタイヤ交換後、シロトキンをオーバーテイクしようとするが、ペースを上げて抜くことができず、既にシロトキンがタイヤ交換をした影響でピットインによるパスや青旗の対象ではなかったため、ペレスは無線で怒りの言葉を発する状況となる。そして、38周目にオーバーテイクする際、ペレスが前年のアゼルバイジャンGPのベッテルを彷彿させる危険な接触を行うなど、前年に引き続き、同GPでの波乱の展開が目立った。
更にロマン・グロージャンはシロトキンとバトル中に青旗を無視し、妨害されたハミルトンは一時はフェルスタッペンに大きく差を詰められた。青旗を無視したグロージャンは5秒加算とペナルティポイント2点を科せられ13位から15位に降格、さらに1年間の累積ペナルティポイントが9点となり、2012年ベルギーグランプリでの多重クラッシュによる出場停止以来の1レース出場停止の危機が迫った。10月29日に1点消滅するため、スケジュール上10月28日のメキシコGPまでの間にあと3点科せられれば、グロージャンは2014年のレギュレーション大変革でペナルティポイントが導入されて以来初の1レース出場停止の危機に直面することとなった。チームメイトのケビン・マグヌッセンはグロージャンより後方の18位でフィニッシュしたが、自身及びハースにとって初めてのファステストラップを記録した。

### 結果
| Pos.    | No. | ドライバー                 | コンストラクター                | 周回数 | タイム/リタイア原因 | Grid | Pts. |
| ------- | --- | -------------------------- | ------------------------------- | ------ | ------------------- | ---- | ---- |
| 1       | 44  | ルイス・ハミルトン         | メルセデス                      | 61     | 1:51:11.611         | 1    | 25   |
| 2       | 33  | マックス・フェルスタッペン | レッドブル-タグ・ホイヤー       | 61     | +8.961              | 2    | 18   |
| 3       | 5   | セバスチャン・ベッテル     | フェラーリ                      | 61     | +39.945             | 3    | 15   |
| 4       | 77  | バルテリ・ボッタス         | メルセデス                      | 61     | +51.930             | 4    | 12   |
| 5       | 7   | キミ・ライコネン           | フェラーリ                      | 61     | +53.001             | 5    | 10   |
| 6       | 3   | ダニエル・リカルド         | レッドブル-タグ・ホイヤー       | 61     | +53.982             | 6    | 8    |
| 7       | 14  | フェルナンド・アロンソ     | マクラーレン-ルノー             | 61     | +1:43.011           | 11   | 6    |
| 8       | 55  | カルロス・サインツ         | ルノー                          | 60     | +1 Lap              | 12   | 4    |
| 9       | 16  | シャルル・ルクレール       | ザウバー-フェラーリ             | 60     | +1 Lap              | 13   | 2    |
| 10      | 27  | ニコ・ヒュルケンベルグ     | ルノー                          | 60     | +1 Lap              | 10   | 1    |
| 11      | 9   | マーカス・エリクソン       | ザウバー-フェラーリ             | 60     | +1 Lap              | 14   |      |
| 12      | 2   | ストフェル・バンドーン     | マクラーレン-ルノー             | 60     | +1 Lap              | 18   |      |
| 13      | 10  | ピエール・ガスリー         | トロ・ロッソ-ホンダ             | 60     | +1 Lap              | 15   |      |
| 14      | 18  | ランス・ストロール         | ウィリアムズ-メルセデス         | 60     | +1 Lap              | 20   |      |
| 15      | 8   | ロマン・グロージャン       | ハース-フェラーリ               | 60     | +1 Lap 1            | 8    |      |
| 16      | 11  | セルジオ・ペレス 2         | フォース・インディア-メルセデス | 60     | +1 Lap              | 7    |      |
| 17      | 28  | ブレンドン・ハートレイ     | トロ・ロッソ-ホンダ             | 60     | +1 Lap              | 17   |      |
| 18      | 20  | ケビン・マグヌッセン       | ハース-フェラーリ               | 59     | +2 Laps             | 16   |      |
| 19      | 35  | セルゲイ・シロトキン 3     | ウィリアムズ-メルセデス         | 59     | +2 Laps             | 19   |      |
| Ret     | 31  | エステバン・オコン         | フォース・インディア-メルセデス | 0      | 接触                | 9    |      |
| ソース: |     |                            |                                 |        |                     |      |      |

ファステストラップ
- ケビン・マグヌッセン - 1:41.905 (50周目)

ラップリーダー
- 1-14=ルイス・ハミルトン、15-17=マックス・フェルスタッペン、18-21=キミ・ライコネン、22-26=ダニエル・リカルド、27-61=ハミルトン

追記
- ^1 - グロージャンは青旗無視のため、5秒ペナルティとペナルティポイント2点(合計9点)が科された。5秒ペナルティをピットインで消化しなかったためレースタイムに5秒加算され、13位から15位に降格した[16]
- ^2 - ペレスはターン18でシロトキンと接触したため、ドライブスルーペナルティとペナルティポイント3点(合計5点)が科された[17]
- ^3 - シロトキンはターン14でハートレイをコース外に押し出したため、5秒ペナルティ(ピットインで消化)とペナルティポイント2点(合計6点)が科された[18]

## 第15戦終了時点のランキング
|  | 順位 | ドライバー                 | ポイント |
|  | ---- | -------------------------- | -------- |
|  | 1    | ルイス・ハミルトン         | 281      |
|  | 2    | セバスチャン・ベッテル     | 241      |
|  | 3    | キミ・ライコネン           | 174      |
|  | 4    | バルテリ・ボッタス         | 171      |
|  | 5    | マックス・フェルスタッペン | 148      |

|  | 順位 | コンストラクター          | ポイント |
|  | ---- | ------------------------- | -------- |
|  | 1    | メルセデス                | 452      |
|  | 2    | フェラーリ                | 415      |
|  | 3    | レッドブル-タグ・ホイヤー | 272      |
|  | 4    | ルノー                    | 91       |
|  | 5    | ハース-フェラーリ         | 76       |

- 注：ドライバー、コンストラクター共にトップ5のみ表示。